# Gerd Lindgren
Gerd Gunilla Lindgren, känd även under tidigare namnen Gerd Pettersson och Gerd Ebegård, född 24 november 1952 i Älvsby församling i Norrbottens län, är en svensk kristen musiker, sångare och låtskrivare.    
Gerd Lindgren föddes Vidsel i Norrbotten och växte upp i ett kristet hem. Hennes musikaliska begåvning upptäcktes tidigt. Hon hade absolut gehör vilket bland annat gjorde att hon redan som barn efter att ha lyssnat på skivor kunde sätta sig vid pianot och spela låtarna hon hade hört. Hon blev vid sjutton års ålder sångarevangelist i Malmberget.
År 2008 tog hon kantorsexamen vid Hjo folkhögskola och verkade sedan som kantor inom Svenska Kyrkan i Jönköping där hon ansvarade för kyrkans musikskola och ledde flera körer. 2014 blev hon som kyrkomusiker i Norrahammars församling utanför Jönköping där hon ledde några av församlingens körer såsom Norrahammar Gospel Choir, barnkören Soul Children och ungdomskören Soul Teens varefter hon blev kantor i Mullsjö-Sandhems församling. 
Hon har utgivit ett antal lovsångsskivor och instrumentalskivor samt medverkat i TV-serien Minns du sången.
Gerd Lindgren var gift första gången 1970–1996 med pastor Kenneth Pettersson (född 1949) och andra gången från 1997 med ljudteknikern och producenten Conny Ebegård (född 1949). Efter skilsmässa återtogs flicknamnet Lindgren. Hon har två söner, födda 1971 respektive 1972.

## Diskografi i urval
- 1992 – Under dina vingar, Gerd Pettersson
- 1994 – Sången som aldrig tystnar, Gerd Pettersson
- 1997 – Instrumental praise, Gerd Pettersson-Ebegård
- 2000 – Ur ditt hjärtas djup, Gerd Pettersson-Ebegård, Anne-Jorid Ahgnell, Seth Olofsson
- 2004 – Från mitt hjärta – lovsångsklassiker, Gerd Pettersson Ebegård, Jonas Stenlund & Ann Alinder
- 2005 – Med känsla, Gerd Ebegård
- 2011 – Himmelrik – sånger om saknad, hopp och förtröstan, Gerd Ebegård